# 16555 Nagaomasami
16555 Nagaomasami este un asteroid din centura principală de asteroizi.

## Descriere
16555 Nagaomasami este un asteroid din centura principală de asteroizi. A fost descoperit pe 31 octombrie 1991 la Kitami de Kin Endate și Kazuro Watanabe. Asteroidul prezintă o orbită caracterizată de o semiaxă mare de 2,58 ua, o excentricitate de 0,16 și o înclinație de 15,6° în raport cu ecliptica.